# Edgardo Lami Starnuti
Edgardo Lami Starnuti (Pontedera, 3 marzo 1887 – Roma, 4 maggio 1968) è stato un politico, avvocato e giornalista italiano.
Sindaco di Carrara repubblicano dal 1915 al 1922; avverso all'avvento del Regime fascista, è costretto a rifugiarsi in Svizzera; rientrando in Italia nel 1945.
Residente a Carrara, qui dirige il settimanale politico La battaglia Socialista.
Viene eletto alle elezioni politiche del 1946 alla Costituente nelle file dello PSIUP, rivestendo il ruolo di membro della Commissione dei 75. Successivamente Lami Starnuti verrà eletto Senatore per la III e la IV Legislatura.
Nel corso di quest'esperienza parlamentare, Lami Starnuti (che ha aderito al PSDI), ricopre diversi incarichi di Governo, tra i quali quelli di ministro delle Partecipazioni Statali e ministro dell'Industria e del Commercio.
Inoltre il Lami Starnuti fu presidente dell'azienda elettrica di Milano e consigliere provinciale, sempre a Milano.